# Ableptina nubifera
Ableptina nubifera is een vlinder van de familie van de spinneruilen (Erebidae), van de onderfamilie van de Herminiinae. De wetenschappelijke naam van deze soort is voor het eerst voorgesteld als Pseudaglossa nubifera door George Francis Hampson in een publicatie uit 1902.
De soort komt voor in Ethiopië, Congo-Kinshasa, Oeganda, Kenia, Tanzania, Malawi en Zuid-Afrika.